# Kristoffer Borgli
Kristoffer Borgli, né en 1985 à Oslo, est un réalisateur, scénariste et monteur norvégien. Plus secondairement, il est parfois acteur et a produit certains de ses courts métrages.

## Filmographie
Sauf indication contraire, les informations mentionnées dans cette section peuvent être confirmées par la base de données cinématographiques IMDb,  présente dans la section « Liens externes ».

### Réalisateur et scénariste

#### Longs métrages
- 2017 : DRIB
- 2022 : Sick of Myself
- 2023 : Dream Scenario

#### Courts métrages
- 2011 : Molo
- 2011 : Syndromes
- 2013 : Whateverest
- 2014 : Internet Famous
- 2018 : A Place We Call Reality
- 2019 : It's Not a Phase
- 2019 : The Loser
- 2020 : Former Cult Member Hears Music for the First Time
- 2020 : The Altruist
- 2020 : Softcore
- 2021 : Eer
- 2023 : Willem Dafoe

#### Clip
- 2012 : Inspector Norse de Todd Terje

### Monteur
- 2018 : A Place We Call Reality (court métrage) de lui-même
- 2019 : It's Not a Phase (court métrage) de lui-même
- 2019 : The Loser (court métrage) de lui-même
- 2020 : Former Cult Member Hears Music for the First Time (court métrage) de lui-même
- 2020 : The Altruist (court métrage) de lui-même
- 2022 : Sick of Myself de lui-même
- 2023 : Dream Scenario de lui-même

### Acteur
- 2020 : The Altruist (court métrage) de lui-même
- 2021 : Eer (court métrage) de lui-même : Chris
- 2022 : Sick of Myself de lui-même : le réalisateur
- 2023 : Dogleg d'Al Warren : Kris
- 2023 : Willem Dafoe (court métrage) de lui-même : lui-même

### Producteur
- 2012 : Inspector Norse (clip)
- 2013 : Whateverest (court métrage)
- 2014 : Internet Famous (court métrage)

## Distinctions

### Récompenses
- Brooklyn Horror Film Festival (en) 2022 : meilleur long métrage de la compétition « Head Trip » pour Sick of Myself
- Festival international du film de Valladolid 2023 : meilleur long métrage et mention spéciale du jury jeune pour Dream Scenario
- Prix Amanda 2023 : meilleur scénario pour Dream Scenario

### Nominations
- Prix Amanda 2023 : meilleur montage pour Dream Scenario
- Indiana Film Journalists Association Awards 2023 : meilleur scénario original pour Dream Scenario
- Georgia Film Critics Association Awards 2024 : meilleur scénario original pour Dream Scenario

### Sélections en compétition
- AFI Fest 2012 : en compétition pour le grand prix du jury des courts métrages en prises de vue réelles pour Whateverest
- Festival du film de court métrage de Hambourg 2013 : en compétition pour le prix du meilleur film pour Whateverest
- Festival du film Nuits noires de Tallinn 2013 : en compétition pour le prix du jury pour Whateverest
- South by Southwest 2017 : en compétition pour le prix SXSW Adam Yauch Hörnblowér pour DRIB
- CPH:DOX 2017 : en compétition pour le prix du meilleur film et pour le prix du public pour DRIB
- Sheffield DocFest 2017 : en compétition pour le prix Art Doc pour DRIB
- Festival du film de Sundance 2020 : en compétition pour le grand prix du jury des courts métrages pour Former Cult Member Hears Music for the First Time
- Festival du film de Gand 2020 : en compétition pour le meilleur court métrage international pour Former Cult Member Hears Music for the First Time
- Festival du film indépendant IndieLisboa 2020 : en compétition pour le prix Silvestre du meilleur court métrage pour Former Cult Member Hears Music for the First Time
- Festival de Cannes 2022 : en compétition pour le prix Un certain regard pour Sick of Myself
- Festival international du film de Jérusalem 2022 : en compétition pour le prix Nechama Revilin du meilleur film international pour Sick of Myself
- Festival du film de Nashville 2022 : en compétition pour le grand prix du jury des longs métrages de fiction pour Sick of Myself
- Festival du film de Gand 2022 : en compétition pour le prix du public pour Sick of Myself
- Fantasy Filmfest (en) 2022 : en compétition pour le prix du public pour Sick of Myself
- Festival international du film de Toronto 2023 : en compétition pour le prix Platform pour Dream Scenario
- Festival international du film de Tromsø 2024 : en compétition pour le prix Aurore pour Dream Scenario